# جون هايد (سياسي)
جون هايد (بالإنجليزية: John Hyde)‏ هو سياسي أسترالي، ولد في 13 أكتوبر 1957 في هاميلتون في أستراليا. حزبياً، نشط في حزب العمال الأسترالي. وقد انتخب عضو الجمعية التشريعية لأستراليا الغربية.